# Элфинстоун, Джон, лорд Балмерино
Джон Элфинстоун (англ. John Elphinstone; ум. 1649) — 2-й лорд Балмерино (с 1613 года) — шотландский политический деятель, лидер оппозиции правлению короля Карла I и один из инициаторов ковенантского движения.
Джон Элфинстоун был сыном Джеймса Элфинстоуна (1553—1612), 1-го лорда Балмерино, президента королевского суда при Якове VI, осуждённого за переписку с папой римским. В начале 1630-х годах, когда король Карл I начал проводить англиканские реформы в шотландской пресвитерианской церкви, лорд Балмерино встал во главе дворянской оппозиции. В 1633 году он стал одним из инициаторов петиции королю, в которой выражалось недовольство шотландского общества церковными нововведениями короля и его манипулированием выборами в парламент страны. Кроме того в петиции осуждалось усиление власти епископов в Шотландии. Карл I отказался рассматривать петицию и арестовал Балмерино по обвинению в измене. Королевский суд восемью голосами против семи приговорил в 1634 году Джона Элфинстоуна к казни. Процесс над лордом Балмерино вызвал бурю возмущения в шотландском обществе, и король был вынужден помиловать оппозиционера.
Нежелание Карла I прислушаться к мнению шотландской оппозиции и провал таких средств давления на короля, как выступления в парламенте и подача прошений и петиций, заставили оппозиционных лидеров искать другие способы борьбы с королевским абсолютизмом. Рост недовольства в широких слоях населения церковной политикой короля, которая воспринималась как попытки реставрации католичества, был умело использован лордом Балмерино и другими лидерами дворянской партии для организации выступлений против короля. 23 июля 1637 году в Эдинбурге вспыхнуло восстание против новой литургии. Несмотря на видимую стихийность мятежа, очевидно, что он был в значительной степени срежиссирован лордом Балмерино, графом Роутсом и Александром Хендерсоном. В условиях распространения восстания на другие регионы страны, Балмерино, Хендерсон и Лаудон направили королю новую протестацию, в которой выражалось требование удалить епископов из королевского совета и отменить решение о введении новых канонов и литургии. Эту протестацию подписали 24 шотландских барона, около трехсот дворян и значительное число представителей духовенства. В Шотландии начали формироваться параллельные королевским органы власти. 28 февраля 1638 года представители шотландского дворянства, аристократии, а 1 марта горожан и духовенства подписали «Национальный ковенант», политический и религиозный манифест шотландского национального движения в защиту пресвитерианства и конституционных свобод народа. Одним из редакторов окончательного текста Ковенанта был лорд Балмерино.
Национальный ковенант стал стимулом к объединению практически всего шотландского общества и положил начало «ковенантскому движению», которое определяло политическое развитие страны в последующие несколького десятилетий. Лорд Балмерино стал одним из лидеров этого движения. В 1641 году он председательствовал на Эдинбургском парламенте, который утвердил решения генеральной ассамблеи об упразднении епископата и отмене нововведений в богослужение. Балмерино стал одним из советников маркиза Аргайла, вождя радикального крыла ковенантеров. В 1644 году он участвовал в англо-шотландских переговорах об объединении церквей и совместных действиях против королевских войск. В феврале 1649 года лорд Балмерино скончался.